# Buffy Tyler
Pour les articles homonymes, voir Tyler.
Buffy Tyler (née le 18 avril 1978 à  Fredericksburg - Texas, É.-U.) est une playmate du magazine Playboy, choisie comme Miss Novembre 2000 et photographiée par Mr. Stephen Wayda.

## Filmographie
- Frostbite (2005)
- Playboy Video Playmate Calendar 2002 (2001)
- Playboy: Playmates Unwrapped (2001)
- Playboy Video Centerfold: Playmate of the Year Brande Roderick (2001)
- Playboy: Me and my mother (2010)